# Ocotea bourgeauviana
Ocotea bourgeauviana là loài thực vật có hoa trong họ Nguyệt quế. Loài này được (Mez) van der Werff miêu tả khoa học đầu tiên năm 1999.